# Canoparmelia herveyensis
Canoparmelia herveyensis är en lavart som beskrevs av Elix. Canoparmelia herveyensis ingår i släktet Canoparmelia och familjen Parmeliaceae.   Inga underarter finns listade i Catalogue of Life.